# Stanisławka (powiat nakielski)
Stanisławka – wieś w Polsce położona w województwie kujawsko-pomorskim, w powiecie nakielskim, w gminie Szubin.

## Podział administracyjny
W latach 1975–1998 miejscowość położona była w województwie bydgoskim.

## Demografia
Według Narodowego Spisu Powszechnego (III 2011 r.) liczyła 118 mieszkańców. Jest 32. co do wielkości miejscowością gminy Szubin.